# Condado de Livingston (Missouri)
O Condado de Livingston é um dos 114 condados do estado americano de Missouri. A sede do condado é Chillicothe, e sua maior cidade é Chillicothe. O condado possui uma área de 1 395 km² (dos quais 10 km² estão cobertos por água), uma população de 14 558 habitantes, e uma densidade populacional de 11 hab/km² (segundo o censo nacional de 2000). O condado foi fundado em 1837.